# Ryszard Mróz
Ryszard Mróz (ur. 31 marca 1951 w Pruszkowie) – polski aktor teatralny i filmowy, działacz społeczny.

## Życiorys
W 1976 został absolwentem Wydziału Aktorskiego Państwowej Wyższej Szkoły Filmowej, Telewizyjnej i Teatralnej im. Leona Schillera w Łodzi; dyplom tejże uczelni uzyskał rok później. W latach dziewięćdziesiątych był radnym miasta Łodzi. Był także wykładowcą WSKSiM w Toruniu. Znany przede wszystkim z ról w filmach Krzysztofa Krauze i Joanny Kos-Krauze, w szczególności głównej roli w komedii Nowy Jork, czwarta rano (1988) oraz charakterystycznych epizodów w filmach Mój Nikifor (2004), Plac Zbawiciela (2006) oraz Papusza (2013).
Był aktorem Teatru im. Cypriana Kamila Norwida w Jeleniej Górze (1970−1972), Teatru Powszechnego w Łodzi (1976−1979), Teatru im. Stefana Jaracza w Łodzi (1981−1984), Teatru Nowego im. Kazimierza Dejmka w Łodzi (1979−1981, 1990−1993, 2010−2012) oraz Teatru Powszechnego im. Jana Kochanowskiego w Radomiu (2012−2017). W łódzkim Teatrze Nowym pełnił również funkcję asystenta dyrektora artystycznego.
Za rolę Randle’a Patricka McMurphy’ego w spektaklu Lot nad kukułczym gniazdem, w adaptacji Dale’a Wassermana na deskach Teatru Powszechnego w Łodzi, otrzymał nagrodę redakcji Głosu Robotniczego za najlepszy debiut aktorski w sezonie 1978/1979.
W 2009 za wybitne zasługi w działalności na rzecz przemian demokratycznych w Polsce, za osiągnięcia w podejmowanej z pożytkiem dla kraju pracy zawodowej i społecznej został odznaczony Złotym Krzyżem Zasługi. W 2014 został odznaczony Złotym Krzyżem Zasługi Archidiecezji Łódzkiej.

## Filmografia
- 2013: PAPUSZA Film w produkcji obsada aktorska (naczelnik),
- 2007–2008: Glina – komendant z Baranicy (odc. 17 i 18)
- 2006: PLAC ZBAWICIELA Film fabularny obsada aktorska (administrator na budowie),
- 2004: MÓJ NIKIFOR Film fabularny obsada aktorska (urzędnik),
- 2002: OCZYWIŚCIE, ŻE MIŁOŚĆ Film fabularny obsada aktorska (stary warszawiak),
- 1996: EPITAFIA POLSKIE Widowisko telewizyjne obsada aktorska,
- 1995: POKÓJ DO WYNAJĘCIA Spektakl telewizyjny obsada aktorska (Tragarz),
- 1992: PTAK Spektakl telewizyjny obsada aktorska (Sekretarz),
- 1992: 3 DNI BEZ WYROKU Film fabularny obsada aktorska (redaktor tv),
- 1991: SKARGA Film fabularny obsada aktorska (robotnik w kolejce do kasy; nie występuje w napisach),
- 1990: 2 w DZIEWCZYNA Z MAZUR Serial fabularny obsada aktorska (występuje w roli samego(j) siebie ; nie występuje w czołówce),
- 1990: GRAĆ! Etiuda szkolna obsada aktorska,
- 1990: LEŚMIAN Film fabularny – telewizyjny obsada aktorska (Emil Zegadłowicz),
- 1990: POGRZEB KARTOFLA Film fabularny obsada aktorska (sołtys),
- 1990: UCIECZKA Z KINA „WOLNOŚĆ” Film fabularny obsada aktorska,
- 1990: ZABIĆ NA KOŃCU Film fabularny obsada aktorska (II reżyser),
- 1989: 300 MIL DO NIEBA Film fabularny obsada aktorska (prokurator),
- 1989: DAŁA ŻYCIE . . Etiuda szkolna obsada aktorska,
- 1989: Kanclerz (odc. 4)
- 1989: STWORZENIE Etiuda szkolna obsada aktorska,
- 1989: WIATRAKI Z RANLEY Film fabularny – telewizyjny obsada aktorska (pilot),
- 1988: AMERYKANKA Film fabularny – telewizyjny obsada aktorska,
- 1988: GWIAZDA PIOŁUN Film fabularny obsada aktorska (badacz pisma świętego na drodze),
- 1988: KRZYŻ Etiuda szkolna obsada aktorska,
- 1988: NOWY JORK – CZWARTA RANO Film fabularny Współpraca reżyserska, Dialogi, obsada aktorska (Krzysiek),
- 1988: POMOC ZIMOWA Etiuda szkolna obsada aktorska (SA-man),
- 1987: POWRÓT DO POLSKI Film fabularny – telewizyjny obsada aktorska (dyktujący dziennikarz w drukarni „Kuriera Poznańskiego; nie występuje w czołówce),
- 1987: KINGSAJZ Film fabularny obsada aktorska (lekarz pogotowia),
- 1987: KOMEDIANTKA Serial fabularny obsada aktorska (pracownik teatru; nie występuje w czołówce),
- 1987: OPOWIEŚĆ HARLEYA Film fabularny obsada aktorska (komendant MO),
- 1987: PUSTA KLATKA Film fabularny – telewizyjny obsada aktorska (Józio, pracownik ZOO),
- 1987: SONATA MARYMONCKA Film fabularny obsada aktorska (Małecki, działacz ZMP),
- 1987: 2 w UCIECZKA Z MIEJSC UKOCHANYCH Serial fabularny obsada aktorska (mąż Rózi),
- 1986: ZARZĄD PRZYMUSOWY (6) w BIAŁA WIZYTÓWKA Serial fabularny obsada aktorska (lekarz na granicy polsko-niemieckiej),
- 1986: INNA WYSPA Film fabularny obsada aktorska (ksiądz),
- 1986: MAGNAT Film fabularny obsada aktorska (lekarz na granicy polsko-niemieckiej),
- 1986: POKÓJ DZIECINNY Film fabularny – telewizyjny obsada aktorska,
- 1986: PRYWATNE ŚLEDZTWO Film fabularny obsada aktorska (porucznik na miejscu wypadku),
- 1985: ANNA Film fabularny – telewizyjny obsada aktorska,
- 1985: SPOWIEDŹ DZIECIĘCIA WIEKU Film fabularny obsada aktorska,
- 1984: BESTSELLER Spektakl telewizyjny obsada aktorska,
- 1984: IDOL Film fabularny obsada aktorska (właściciel motoru),
- 1984: VABANK II CZYLI RIPOSTA Film fabularny obsada aktorska (pilot),
- 1983: CO DZIEŃ BLIŻEJ NIEBA Film fabularny obsada aktorska (znajomy Zośki; nie występuje w czołówce),
- 1983: FUCHA Film fabularny obsada aktorska (kamieniarz „Berbelucha”),
- 1981: NIESPOKOJNY SEN Etiuda szkolna obsada aktorska,
- 1980: ĆMA Film fabularny obsada aktorska (rozmówca z Bytomia; tylko głos),
- 1979: PONIEDZIAŁKI I KUCHNIE Etiuda szkolna obsada aktorska,
- 1979: ŚCIANY Z LUSTER Etiuda szkolna obsada aktorska,
- 1979: PRAWO JAZDY (1), NIE ZAPOMNISZ NIGDY (2), W SZACHU (3), NARZECZENI (7) w W SŁOŃCU I W DESZCZU Serial fabularny obsada aktorska (Staszek Nowicki, kolega Bolka),
- 1978: FRAGMENT WIĘKSZEJ CAŁOŚCI Film fabularny – krótkometrażowy obsada aktorska,
- 1978: POJEDYNEK Spektakl telewizyjny obsada aktorska (Żołnierz),
- 1978: SUKCES Etiuda szkolna obsada aktorska,
- 1977: MAŁŻEŃSTWO SZUKA POKOJU Spektakl telewizyjny obsada aktorska (Alosza),
- 1977: POŚCIG Spektakl telewizyjny obsada aktorska (Poraj),
- 1977: TAŃCZĄCY JASTRZĄB Film fabularny obsada aktorska,
- 1976: SZPAKI (1) w DALEKO OD SZOSY Serial fabularny obsada aktorska (chłopak we wsi Bronki; nie występuje w czołówce),

### Lektor
- 1993: DAREMNA MISJA. OPOWIEŚĆ JANA KARSKIEGO-KOZIELEWSKIEGO Film dokumentalny Lektor,
- 1982: WIERNA Film dokumentalny Lektor (Odrowąż),

### Współpraca reżyserska
- 1988: NOWY JORK – CZWARTA RANO Film fabularny Współpraca reżyserska, Dialogi, obsada aktorska (Krzysiek),

### Dialogi
- 1988: NOWY JORK – CZWARTA RANO Film fabularny Współpraca reżyserska, Dialogi, obsada aktorska (Krzysiek),

### Współpraca
- 1981: SZCZWÓŁ Film dokumentalny Współpraca,